# Diadiplosis trinetris
Diadiplosis trinetris är en tvåvingeart som beskrevs av Grover och Madhu Bakhshi 1978. Diadiplosis trinetris ingår i släktet Diadiplosis och familjen gallmyggor. Inga underarter finns listade i Catalogue of Life.